# Wilgowron mniejszy
Wilgowron mniejszy (Quiscalus quiscula) – gatunek ptaka z rodziny kacykowatych (Icteridae).

## Systematyka
Wyróżniono trzy podgatunki Q. quiscula:
- wilgowron spiżowy[4] (Q. quiscula versicolor) – południowo-środkowa i południowo-wschodnia Kanada, środkowe USA.
- Q. quiscula stonei – wschodnio-środkowe USA.
- wilgowron mniejszy[4] (Q. quiscula quiscula) – południowo-wschodnie USA.

## Morfologia
Długość ciała 28–34 cm. Smukła sylwetka. Dziób duży, stożkowaty, lekko zakrzywiony. Ogon klinowaty, dłuższy u samca niż u samicy. Dorosłe ptaki całe czarne. Jeden z podgatunków ma jednolity purpurowy połysk na całym upierzeniu; u drugiego niebieski połysk kontrastuje z brązowym na grzbiecie. Tęczówki u obu podgatunków i u obu płci żółte. Młode czarne, tęczówki ciemne.

## Zasięg, środowisko
Pospolity w miastach, na polach uprawnych, w zaroślach na brzegach strumieni w środkowej i wschodniej części Ameryki Północnej. Zimę spędza we wschodniej części Ameryki Północnej.

## Status
IUCN od 2018 roku uznaje wilgowrona mniejszego za gatunek bliski zagrożenia (NT, Near Threatened); wcześniej, od 1988 roku był on klasyfikowany jako gatunek najmniejszej troski (LC, Least Concern). Organizacja Partners in Flight szacuje liczebność populacji lęgowej na około 61 milionów osobników. Trend populacji oceniany jest jako spadkowy; szacuje się, że w latach 1966–2014 liczebność tego ptaka spadła o 58%.